# T-84
Tancul ucrainean T-84 Oplot este un tanc principal de luptă, dezvoltat pe baza tancului sovietic T-80. Primul exemplar s-a construit în 1994, tancul intrând în serviciul Armatei Ucrainene în 1999.

## Utilizatori
- Ucraina
- Thailanda
- Georgia